# Lua de 208996 Áclis
O objeto transnetuniano 208996 Áclis tem um satélite. Ele é um  que tem cerca de 77 km de diâmetro.

## Descoberta
A descoberta desse objeto foi anunciada, no dia 22 de fevereiro de 2007, na IAUC 8812. O mesmo recebeu a designação provisória de S/2007 (2003 AZ84) 1.

## Características físicas e orbitais
Esse objeto foi observado a uma separação de 7 200 km e uma diferença de magnitude aparente de 5,0. Acredita-se que o mesmo tenha 68 ± 20 km de diâmetro e orbita o corpo primário a uma distância de 7200 ± 300 km.